# السياسات المائية في حوض نهر الأردن
تشير السياسات المائية في حوض نهر الأردن إلى القضايا السياسية المتعلقة بالمياه داخل حوض تصريف نهر الأردن، بما في ذلك المطالبات المتنافسة واستخدام المياه، وقضايا حقوق النهر في المياه السطحية على طول الأنهار العابرة للحدود الوطنية، بالإضافة إلى توافر المياه الجوفية واستخدامها. الموارد المائية في المنطقة شحيحة، وتؤثر هذه القضايا بشكل مباشر على التقسيمات السياسية الخمسة (إسرائيل، منطقة الضفة الغربية، لبنان، سوريا، والأردن) الواقعة داخل الحوض وعلى حدودة، والتي نشِات منذ الانهيار، خلال الحرب العالمية الأولى، الكيان الوحيد المسيطر السابق، الإمبراطورية العثمانية. بسبب ندرة المياه والسياق السياسي الفريد، تم إدراج قضايا العرض والاستخدام خارج الحدود المادية للحوض تاريخيا.
يعتبر حوض نهر الأردن ومياهه من القضايا المركزية في كل من الصراع العربي الإسرائيلي (بما في ذلك الصراع الإسرائيلي الفلسطيني)، وكذلك الحرب الأهلية السورية الأخيرة. يبلغ طول نهر الأردن 251 كيلومتراً (156 ميلاً)، ويتدفق معظم مسافاته على ارتفاعات تحت مستوى سطح البحر. تنبع مياهها من مناطق هطول الأمطار المحاذية للنهر؛ تعرف هذه المنطقة بالمصاطب الغرينية أو الشاطئية العليا وهي موازية للنهر؛ تعرف هذه المنطقة باسم الغور. هذه المدرجات محفورة محلياً عن طريق الوديان الجانبية أو الأنهار لتشكل كتاهة من الوديان، بالتناوب مع قمم وارتفاعات حادة، مع الأبراج والقمم ومورفولوجية الوعرة للأراضي .
على ارتفاع منخفض يوجد السهول الفيضية النشطة لنهر الأردن، الزور (أو الزور)، مع مسار متعرج بشكل كبير، والذي يمثل الطول المفرط للنهر مقارنة بمسافة الخط المستقيم للوصول إلى البحر الميت. تم بناء السدود صغيرة على طول النهر داخل نهر الزهور، مما أدى إلى تحويل غابات الغصن، والطرفقة، والصفصاف، والحور الأبيض إلى حقول مروية. بعد التدفق عبر نهر الزور، يصب نهر الأردن في البحر الميت عبر دلتا واسعة ومنحدرة برفق.
في حوض نهر الأردن الأعلى، عند منبع بحيرة طبريا، تشمل الروافد:
- الحاصباني الذي ينبع من لبنان.
- بانياس والناجمة عن الربيع في بانياس بالقرب من سفح جبل حرمون.
- دان مصدرها هو أيضاً قاعدة جبل حرمون.
- دردرة (براغيث أو العيون) وهو تيار ضغير يتدفق من لبنان.

جالود في بيت شين
نهر اليرموك، الذي ينبع من المنحدرات الجنوبية الشرقية لجبل الشيخ وهضبة حوران، يشكل الحد الجنوبي لمرتفعات الجولان ويتدفق في نهر الأردن أسفل بحيرة طبريا. كما يحد أجزاء من الحدود بين الأردن وسوريا، بالإضافة إلى جزء أقصر بين الأردن وفلسطين.
نهر الزرقاء، يدعى يابيش (وادي اليابس) على اسم يابيش جلعاد.

## هيدرولوجيا نهر الأردن
هيدرولوجيا نهر الأردن
تتقاسم 4 دول مختلفة حقوق ضفاف نهر الأردن: لبنان وسوريا والأردن وإسرائيل وكذلك الأراضي الفلسطينية؛ على الرغم من أن إسرائيل كسلطة احتلال رفضت التنازل عن أي من موارد المياه للسلطة الوطنية الفلسطينية.
ينبع نهر الأردن بالقرب من حدود ثلاث دول، إسرائيل ولبنان وسوريا، ومعظم المياه مستمدة من جبال لبنان الشرقية وجبل الشيخ في الشمال والشرق. تتلاقى ثلاثة أنهار تغذيها الينابيع لتشكل نهر الأردن في الشمال:
نهر الحاصباني، الذي ينبع في جنوب لبنان، بمتوسط تدفق سنوي 138 مليون متر مكعب،
نهر دان، في إسرائيل، بمتوسط 245 مليون متر مكعب في السنة، و
يتدفق نهر بانياس من مرتفعات الجولان بمتوسط 121 مليون متر مكعب في السنة.
تتلاقى هذه الجداول ستة كيلومترات داخل إسرائيل وتتدفق جنوبًا إلى بحيرة طبريا، بالكامل داخل إسرائيل. نوعية المياه متغيرة في حوض النهر. الروافد الثلاثة لأعلى الأردن ذات ملوحة منخفضة تبلغ حوالي 20 جزء في المليون.
تتراوح ملوحة المياه في بحيرة طبريا من 240 جزء في المليون في الطرف العلوي من البحيرة (هامشي لمياه الري)، إلى 350 جزء في المليون (مرتفع للغاية بالنسبة للحمضيات الحساسة) حيث يتم تصريفها مرة أخرى في نهر الأردن. يأتي الملح من الينابيع الجوفية المالحة. تمر هذه الينابيع عبر قيعان البحار القديمة ثم تتدفق إلى بحيرة طبريا، بالإضافة إلى مصادر المياه الجوفية التي تغذي الأردن السفلي. عند مصب نهر طبريا، تعتبر ملوحة رافد نهر اليرموك مرضية أيضًا، عند 100 جزء في المليون،  ولكن يصبح نهر الأردن السفلي أكثر ملوحة بشكل تدريجي مع تدفقه جنوبا. تصل الملوحة إلى خمسة وعشرين بالمائة (250000 جزء في المليون) حيث تتدفق في البحر الميت، وهو أكثر ملوحة بحوالي سبع مرات من المحيط.
كمصدر للمياه العذبة، يعتبر نظام تصريف نهر الأردن أمرًا حيويًا لمعظم سكان فلسطين وإسرائيل والأردن، بدرجة أقل في لبنان وسوريا القادرين على استخدام المياه من مصادر وطنية أخرى. (على الرغم من تقييد حقوق النهر السوري في نهر الفرات بشدة من خلال برنامج بناء السدود التركي، وهو عبارة عن سلسلة من 21 سداً و17 محطة لتوليد الطاقة الكهرومائية تم بناؤها على نهري دجلة والفرات، في الثمانينيات والتسعينيات، ومن المتوقع أن يتم الانتهاء منها في عام 2010، بالترتيب. لتوفير مياه الري والطاقة الكهرومائية للمنطقة القاحلة في جنوب شرق تركيا. وضع تحليل وكالة المخابرات المركزية في الثمانينيات الشرق الأوسط على قائمة مناطق الصراع المحتملة بسبب مشاكل المياه. يفتقر عشرين في المائة من سكان المنطقة إلى إمكانية الوصول إلى مياه الشرب الكافية ويفتقر 35٪ من السكان إلى الصرف الصحي المناسب.
ينطوي تقاسم الموارد المائية على مسألة استخدام المياه، وحقوق المياه، وتوزيع الكميات. كانت السلطة الوطنية الفلسطينية ترغب في توسيع وتطوير القطاع الزراعي في الضفة الغربية لتقليل اعتمادها على سوق العمل الإسرائيلي، بينما منعت إسرائيل زيادة ري الضفة الغربية. كما يرغب الأردن في توسيع قطاعه الزراعي حتى يتمكن من تحقيق الأمن الغذائي.
في 21 مايو 1997، تبنت الجمعية العامة للأمم المتحدة اتفاقية بشأن قانون الاستخدامات غير الملاحية للمجاري المائية الدولية.
تضع المواد مبدأين لاستخدام المجاري المائية الدولية (بخلاف الملاحة): «الانتفاع المنصف والمعقول». و «التزام» العناية الواجبة «بعدم التسبب في ضرر كبير». يتطلب الاستخدام المنصف والمعقول مراعاة جميع العوامل والظروف ذات الصلة، بما في ذلك:
1. العوامل الجغرافية والهيدروغرافية والهيدرولوجية والمناخية والإيكولوجية وغيرها.
2. العوامل ذات الطابع الطبيعي والاحتياجات الاجتماعية والاقتصادية لدول المجرى المائي المعنية.
3. السكان الذين يعتمدون على المجرى المائي في كل دولة من دول المجرى المائي.
4. آثار استخدام أو استخدام المجاري المائية في إحدى دول المجرى المائي على دول المجرى المائي الأخرى.
5. الاستخدامات الحالية والمحتملة للمجرى المائي.
6. الحفاظ على الموارد المائية للمجرى المائي وحمايتها وتنميتها واقتصاد استخدامها وتكاليف التدابير المتخذة لهذا الغرض.
7. مدى توافر البدائل، ذات القيمة المقارنة، لاستخدام معين مخطط أو قائم.[11][12]

## الجدول الزمني التاريخي
الفترات العثمانية والانتداب
تعود دراسات الموارد المائية الإقليمية وتطورها، بالمصطلحات الحديثة، إلى أوائل القرن العشرين خلال فترة الحكم العثماني؛  وتتبع ذلك أيضًا في ضوء معلم هندسي هام وإنجاز تنمية الموارد. واستناداً إلى حد كبير على الاعتبارات الجغرافية والهندسية والاقتصادية، اشتملت العديد من هذه الخطط على مكونات مشتركة، لكن الاعتبارات السياسية والأحداث الدولية ستتبعها قريبًا.
بعد الحرب العالمية الأولى، بدأ ينظر إلى حوض نهر الأردن على أنه مشكلة في التخصيصات الكمية. في أواخر الثلاثينيات ومنتصف الأربعينيات من القرن الماضي، أمرت منطقة شرق الأردن والمنظمة الصهيونية العالمية بإجراء دراسات متعارضة حول موارد المياه المتنافسة. خلصت دراسة شرق الأردن، التي أجراها مايكل جي إيونيدس، إلى أن الموارد المائية المتاحة ليست كافية للحفاظ على الدولة اليهودية التي ستكون وجهة الهجرة اليهودية. خلصت الدراسة الصهيونية، التي أجراها المهندس الأمريكي والتر كلاي لودرميلك، إلى أنه من خلال تحويل المياه من حوض الأردن لدعم التنمية الزراعية والسكنية في النقب، فإن قيام دولة يهودية بدعم 4 ملايين مهاجر جديد سيكون مستدامًا.
فترة ما بعد الانتداب
المقال الرئيسي: «الحرب على الماء»
في نهاية حرب إسرائيل العربية عام 1948 مع توقيع اتفاقيات الهدنة العامة في عام 1949، شرعت كل من إسرائيل والأردن في تنفيذ مبادراتها المتنافسة للاستفادة من الموارد المائية في المناطق الواقعة تحت سيطرتها.
تمت صياغة أول «خطة رئيسية للري في إسرائيل» في عام 1950 وتمت الموافقة عليها من قبل مجلس المستشارين (من الولايات المتحدة) في 8 مارس 1956. كانت السمات الرئيسية للخطة الرئيسية هي بناء ناقل المياه الوطني الإسرائيلي (NWC)، وهو مشروع لدمج جميع المشاريع الإقليمية الكبرى في الشبكة الوطنية الإسرائيلية. تاهال - تخطيط المياه لإسرائيل المحدودة، هيئة عامة إسرائيلية، تأسست في عام 1952، وهي مسؤولة إلى حد كبير عن التخطيط لتنمية المياه، والصرف، وما إلى ذلك، على المستوى الوطني داخل إسرائيل، بما في ذلك مشروع NWC الذي تم التكليف به في عام 1965 .
في عام 1952، أصدرت الأردن خطة بونغر بالتعاون مع الأونروا وبرنامج النقطة الرابعة التابع لوكالة التعاون الفني الأمريكية، بهدف توفير المياه لـ 100,000 لاجئ فلسطيني أعيد توطينهم، ليتم نقلهم إلى شمال الأردن. تضمنت الخطة بناء سد مقرين الرئيسي على نهر اليرموك لتخزين حوالي 500 مليون متر مكعب من المياه وخدمة الأردن وسوريا، مما يسمح للأردن بتجنب تخزين المياه في بحيرة طبريا التي تسيطر عليها إسرائيل في الغالب. كما تم تخصيص سد المقرين لتوفير الكهرباء، في حين كان من المفترض أن يحول سد أصغر في العدسية مياه اليرموك إلى قناة الغور الشرقية الأردنية، بهدف ري المناطق الأردنية الواقعة شرق نهر الأردن. كما تم إصدار خطة بشأن قناة الغور الغربية، تتصور وجود سيفون لري الضفة الغربية أيضًا. في مارس 1953، وقع الأردن والأونروا اتفاقية أولية لتنفيذ خطة بونغر. وقريباً، في حزيران (يونيو) 1953، وقعت الأردن وسوريا معاهدة مكملة في هذا الصدد. على الرغم من الاعتراض الإسرائيلي المتوقع، تحرك الأردن مع الخطة وفي يوليو 1953 خصص تمويلًا للمشروع بالتعاون مع الأونروا والحكومة الأمريكية، في انتظار اتفاق لاحق مع إسرائيل. احتجت الحكومة الإسرائيلية لدى الولايات المتحدة على خطة سد المقرين، على عدم مراعاة حقوقها في مياه اليرموك باتجاه مجرى النهر. وبينما أقنعت إسرائيل الولايات المتحدة بوقف المشروع لحين حل القضية، أبدت حماسها لمناقشته مع الحكومات العربية.
في عام 1953، بدأت إسرائيل في بناء ناقل للمياه لنقل المياه من بحيرة طبريا إلى المركز المأهول بالسكان والزراعة جنوب البلاد، بينما أبرم الأردن اتفاقية مع سوريا، عُرفت باسم خطة بونغر، لسد نهر اليرموك بالقرب من مقرين. واستغلال مياهها لري الأراضي الأردنية قبل أن تتدفق إلى بحيرة طبريا. تلا ذلك اشتباكات عسكرية، وأرسل الرئيس الأمريكي دوايت أيزنهاور السفير جونستون إلى المنطقة لوضع خطة تنظم استخدام المياه.
حرب الأيام الستة وما بعدها
في 10 حزيران / يونيو 1967، اليوم الأخير من حرب الأيام الستة، غزت قوات لواء غولاني بسرعة قرية بانياس حيث كان هناك حصن سوري في عهد الخلافة. كانت أولوية إشكول على الجبهة السورية هي السيطرة على مصادر المياه.
الركود الإقليمي (الثمانينيات)
في عام 1980، بدأت سوريا من جانب واحد برنامج بناء السدود على طول نهر اليرموك.
تم ضم المنحدرات الجنوبية لجبل الشيخ (جبل الشيخ) وكذلك مرتفعات الجولان الغربية من جانب واحد من قبل إسرائيل في عام 1981.
في عام 1988، تم حظر الاتفاقية السورية الأردنية بشأن تطوير اليرموك عندما رفضت إسرائيل، بصفتها صاحبة حق ضفاف النهر، التصديق على الخطة ووقف البنك الدولي التمويل. زادت إسرائيل من مخصصاتها في خطة جونسون بمقدار 25.000.000 متر مكعب / سنة بمقدار 45.000.000-75.000.000 متر مكعب في السنة.
اتفاق السلام الأردني الإسرائيلي وما تلاه
شكلت اتفاقية المياه جزءًا من المعاهدة السياسية الأوسع التي تم توقيعها بين إسرائيل والأردن في عام 1994، والمواد المتعلقة بالمياه في هذه الاتفاقية لا تتوافق مع حقوق الأردن في المياه كما تمت المطالبة بها في الأصل. إن طبيعة وأهمية معاهدة 1994 الأوسع نطاقا تعني أن الجانب المائي اضطر للتنازل عن الأهمية والأولوية في المفاوضات، مما أفسح المجال لمناطق مثل الحدود والأمن من حيث القوة المسلحة، والتي كان ينظر إليها صناع القرار على أنها الأكثر قضايا لا تتجزأ من التسوية. النقاط الرئيسية من تقاسم المياه في معاهدة السلام بين الأردن وإسرائيل.
الأردن دولة تقع على حدود الأردن لها حقوق مشاطئة في المياه من حوض الأردن وروافده العليا. نتيجة لمشروعات تحويل المياه، انخفض التدفق إلى نهر الأردن من 1300 مليون إلى 1500 مليون متر مكعب إلى 250 مليون إلى 300 مليون متر مكعب. حيث انخفضت جودة المياه بشكل أكبر لأن تدفق نهر الأردن يتكون من جريان الري الزراعي والينابيع المالحة.
يمكن رؤية المشكلات على أنها ظهرت في عام 1999، عندما تم الكشف عن قيود المعاهدة من خلال الأحداث المتعلقة بنقص المياه في حوض الأردن. أدى انخفاض إمدادات المياه إلى إسرائيل بسبب الجفاف ، إلى قيام إسرائيل ، المسؤولة عن توفير المياه للأردن ، بتخفيض إمدادات المياه إلى البلاد ، مما أثار خلافًا دبلوماسيًا بين الطرفين وأعاد عنصر المياه في المعاهدة مرة أخرى. موضع السؤال.
شكاوى إسرائيل من أن تقليص المياه من روافد نهر الأردن بسبب السد الأردني السوري يبدو أنه لم يتم الالتفات إليه بسبب تضارب المصالح بين إسرائيل وجيرانها.
الحرب الأهلية السورية وتأثيرها على حوض الأردن
حدد العلماء الجفاف الدراماتيكي ، الذي ضرب بلاد الشام بين عامي 1998 و 2012، بأنه الأكثر شدة منذ 900 عام. تم اقتراح التأثير الدراماتيكي للجفاف على جنوب سوريا كأحد العوامل التي أدت إلى اندلاع الحرب الأهلية السورية.
تاريخيًا ، قبل اندلاع الحرب السورية في عام 2011، طورت الحكومة السورية سلسلة من 21 سدًا في حوض تصريف اليرموك لتحويل المياه إلى خزانات كبيرة تستخدم لري الأراضي الزراعية. شيد الأردن سدًا كبيرًا خاصًا به على نهر اليرموك ، سد الوحدة ، من أجل استغلال المياه لزراعته. ومع ذلك ، قبل الحرب السورية ، انخفضت كمية المياه التي يجمعها السد الأردني عندما قامت سوريا بسد النهر في أعلى المنبع. بينما يصب نهر اليرموك في نهر الأردن ، تم استخدام معظم مياهه في سوريا والأردن قبل وصوله إلى النهر. منذ اندلاع الحرب الأهلية ، فر مئات الآلاف من اللاجئين من منطقة جنوب سوريا ، وكان العديد منهم مزارعين. فر معظمهم إلى مخيمات اللاجئين في الأردن. ونتيجة لذلك ، يتدفق المزيد من المياه الآن في نهر اليرموك ، وبالتالي تصل كميات أكبر من المياه إلى أجزاء النهر التي تتدفق عبر الأردن ، ثم تصل لاحقًا إلى إسرائيل أيضًا.

## حوض الأردن
بانياس
كانت الحدود بين سوريا ولبنان وفلسطين نتاجًا للتقسيم الأنجلو-فرنسي لسوريا العثمانية بعد الحرب العالمية الأولى. [بحاجة لمصدر] [43] تقدمت القوات البريطانية إلى موقع في تل حاصور ضد القوات التركية في عام 1918 وأرادت دمج جميع منابع نهر الأردن داخل فلسطين التي تسيطر عليها بريطانيا. بسبب عدم قدرة فرنسا على إقامة سيطرة إدارية ، كانت الحدود بين سوريا وفلسطين متقلبة. بعد مؤتمر باريس للسلام عام 1919، معاهدة سيفر غير المصدق عليها والتي تم إلغاؤها لاحقًا ، المنبثقة عن مؤتمر سان ريمو ، وسعت حدود عام 1920 المنطقة التي تسيطر عليها بريطانيا إلى شمال خط سايكس بيكو ، وهو خط مستقيم بين نقطة منتصف الطريق. بحيرة طبريا ونهاريا. في عام 1920، تمكن الفرنسيون من فرض سلطتهم على الحركة القومية العربية ، وبعد معركة ميسلون ، أطيح بالملك فيصل. تم الاتفاق أخيرًا على الحدود الدولية بين فلسطين وسوريا من قبل بريطانيا العظمى وفرنسا في عام 1923 بالتزامن مع معاهدة لوزان ، بعد أن منحت بريطانيا انتداب عصبة الأمم على فلسطين في عام 1922. كانت بانياس (على طريق القنيطرة / صور) ضمن الانتداب الفرنسي على سوريا. تم تعيين الحدود 750 مترًا جنوب النبع.
في عام 1941، احتلت القوات الأسترالية بانياس في طريق التقدم إلى الليطاني أثناء الحملة السورية اللبنانية ؛  كما غزت القوات الفرنسية والهندية الحرة سوريا في معركة كيسوي. ترك مصير بانياس في هذه الفترة في حالة من عدم اليقين منذ أن أصبحت سوريا تحت السيطرة العسكرية البريطانية. بعد توقف الأعمال العدائية في الحرب العالمية الثانية ، وفي الوقت الذي مُنحت فيه سوريا الاستقلال (أبريل 1946)، وقعت سلطات الانتداب السابقة ، فرنسا وبريطانيا ، اتفاقية ثنائية لنقل السيطرة على بانياس إلى الانتداب البريطاني على فلسطين. تم ذلك ضد الرغبات المعلنة للحكومة السورية التي أعلنت بطلان توقيع فرنسا. بينما حافظت سوريا على مطالبتها ببانياس في هذه الفترة ، كانت تدار من القدس.
بعد الحرب العربية الإسرائيلية عام 1948، وتوقيع اتفاقيات الهدنة العامة في عام 1949، والمناطق المجردة من السلاح المدرجة في الهدنة مع سوريا في يوليو 1949، «لم يتم تفسيرها على أنها لها أي علاقة من أي نوع من الترتيبات إقليمية نهائية». وزعمت إسرائيل السيادة على المناطق منزوعة السلاح على أساس أنها «كانت دائمًا جزءًا من الأراضي الفلسطينية الواقعة تحت الانتداب البريطاني». تبنى موشيه ديان ويوسف تكواه سياسة السيطرة الإسرائيلية على المنطقة المجردة من السلاح ومصادر المياه على حساب صورة إسرائيل الدولية. ظل نبع بانياس تحت السيطرة السورية ، بينما كان نهر بانياس يتدفق عبر المنطقة المنزوعة السلاح المتنازع عليها (DMZ) وإلى إسرائيل.
حاصباني
يستمد نهر الحاصباني معظم تصريفه من عينين في لبنان  ، الوزاني والحقزبية ، والأخيرة عبارة عن مجموعة من الينابيع في أعلى الحاصباني. [بحاجة لمصدر] يمتد نهر الحاصباني لمسافة 25 ميلاً (40 كم) في لبنان قبل عبور الحدود والانضمام إلى نهري بانياس ودان عند نقطة في شمال إسرائيل ، لتشكيل نهر الأردن. [بحاجة لمصدر] لنحو أربعة كيلومترات في اتجاه مجرى نهر الغجر ، يشكل الحاصباني الحدود بين لبنان وشمال إسرائيل.
يبلغ متوسط التفريغ الكلي للوزاني والحقزبية 138 مليون متر مكعب في السنة. ينبع حوالي 20٪ من تدفق الحاصباني  من نبع الوزاني في الغجر ، بالقرب من الحدود اللبنانية الإسرائيلية ، على بعد حوالي 3 كيلومترات غرب قاعدة جبل الشيخ. إن مساهمة الربيع مهمة للغاية ، لأنه التدفق الوحيد المستمر على مدار العام في النهر في لبنان أو إسرائيل.
كان استخدام الموارد المائية في المنطقة ، بما في ذلك الحاصباني ، مصدرًا للصراع وكان أحد العوامل التي أدت إلى حرب الأيام الستة عام 1967. [بحاجة لمصدر]  تم تضمين الحاصباني في خطة المياه الموحدة لغور الأردن ، التي اقترحها المبعوث الأمريكي الخاص إريك جونستون في عام 1955. وبموجب الخطة خصص لبنان لاستخدام 35 مليون متر مكعب سنويا منه. رفضت جامعة الدول العربية الخطة.
في عام 2001، قامت الحكومة اللبنانية بتركيب محطة ضخ صغيرة بقطر 10 سم لاستخراج المياه لإمداد قرية الغجر. في آذار / مارس 2002، حول لبنان أيضاً جزء من الحاصباني لتزويد قرية الوزاني. إجراء قال آرييل شارون إنه «سبب للحرب» ويمكن أن يؤدي إلى الحرب.
دان
نهر دان هو أكبر رافد لنهر الأردن ، ويقع منبعه في قاعدة جبل حرمون. حتى حرب الأيام الستة عام 1967، كان نهر دان المصدر الوحيد لنهر الأردن بالكامل داخل الأراضي الإسرائيلية. يوفر تدفقه ما يصل إلى 238 مليون متر مكعب من المياه سنويًا إلى وادي الحولة. في عام 1966، كان هذا سببًا للخلاف بين مخططي المياه ودعاة الحفاظ على البيئة ، حيث ساد الأخير بعد ثلاث سنوات من الحكم والاستئناف في المحكمة. وكانت النتيجة مشروع الحفاظ على حوالي 120 فدانًا (0.49 كم 2) عند منبع النهر المسمى محمية تل دان.
أهوار الحولة
في عام 1951تصاعدت التوترات في المنطقة عندما بدأت إسرائيل ، في منطقة بحيرة الحولة (10 كم من بانياس)، مشروعًا لتصريف أراضي المستنقعات لجلب 15000 فدان (61 كم 2) إلى الزراعة. تسبب المشروع في تضارب المصالح بين الحكومة الإسرائيلية والقرى العربية الفلسطينية في المنطقة ووجه شكاوى سورية إلى الأمم المتحدة. في 30 مارس في اجتماع ترأسه ديفيد بن غوريون ، قررت الحكومة الإسرائيلية تأكيد السيادة الإسرائيلية على المناطق المجردة من السلاح ، وبالتالي تم إجلاء 800 من سكان القرى بالقوة من المنطقة المجردة من السلاح. منذ عام 1951 رفضت إسرائيل حضور اجتماعات لجنة الهدنة المشتركة بين إسرائيل وسوريا. لم يشكل هذا الرفض من جانب إسرائيل انتهاكًا صارخًا لاتفاقية الهدنة العامة فحسب ، بل ساهم أيضًا في زيادة التوتر في المنطقة. وقد أدان مجلس الأمن نفسه بشدة موقف إسرائيل ، في قراره المؤرخ 18 مايو / أيار 1951، على أنه «يتعارض مع أهداف ومقاصد اتفاقية الهدنة» 
تحت رعاية الأمم المتحدة وبتشجيع من إدارة أيزنهاور ، عقدت 9 اجتماعات بين 15 و 27 يناير 1953 لتنظيم إدارة المناطق المجردة من السلاح الثلاث. في الاجتماع الثامن ، عرضت سوريا تعديل خطوط الهدنة ، والتنازل لإسرائيل عن 70٪ من المنطقة المجردة من السلاح مقابل العودة إلى الحدود الدولية قبل عام 1946 في منطقة حوض الأردن ، مع عودة موارد بانياس المائية دون منازع إلى السيادة السورية. في 26 نيسان اجتمع مجلس الوزراء الإسرائيلي لبحث الاقتراحات السورية. بحضور رئيس سلطة تخطيط المياه الإسرائيلية ، سمحا بلاس. وأشار بلاس إلى أنه في حين أن الأرض التي سيتم التنازل عنها لسوريا لم تكن صالحة للزراعة ، فإن الخريطة السورية لا تناسب خطة تنمية المياه الإسرائيلية. وأوضح بلاس أن حركة الحدود الدولية في منطقة بانياس ستؤثر على حقوق إسرائيل المائية. رفض مجلس الوزراء الإسرائيلي المقترحات السورية لكنه قرر مواصلة المفاوضات بإجراء تغييرات على الاتفاق ووضع شروط على المقترحات السورية. أخذت الشروط الإسرائيلية في الاعتبار موقف بلاس من حقوق المياه ورفضت سوريا العرض الإسرائيلي المضاد.
في 4 حزيران (يونيو) 1953، أبرم الأردن وسوريا خطة ثنائية لتخزين المياه السطحية في مقرين (اكتمل في عام 2006 باسم سد الوحدة)، وذلك لتتمكن من استخدام الموارد المائية لنهر اليرموك في مخطط وادي اليرموك - الأردن ، بتمويل من وكالة التعاون الفني للولايات المتحدة الأمريكية ووكالة الأمم المتحدة لإغاثة وتشغيل اللاجئين الفلسطينيين في الشرق الأدنى (أونروا) والأردن.
تم إعادة غمر جزء من أهوار الحولة في عام 1994 بسبب الآثار السلبية لخطة الصرف الأصلية.

## المشاريع الإقليمية
مشروع ناقل المياه الوطني الإسرائيلي
المقال الرئيسي: الناقل الوطني للمياه لإسرائيل
في سبتمبر 1953، بدأت إسرائيل من جانب واحد مشروع تحويل المياه داخل حوض نهر الأردن لتحويل المياه من نهر الأردن في جاكوب فورد (بن ياكوف) للمساعدة في ري سهل شارون الساحلي وفي النهاية صحراء النقب. يتألف مشروع التحويل من قناة طولها تسعة أميال (14 كم) في منتصف الطريق بين مستنقعات الحولة وبحيرة طبرية (بحيرة طبريا) في وسط المنطقة المنزوعة السلاح (DMZ) ليتم بناؤها بسرعة. زعمت سوريا أنها ستجفف 12000 فدان (49 كم 2) من الأراضي السورية. وأشار رئيس أركان هيئة الأمم المتحدة لمراقبة الهدنة ، اللواء فاجن بينيك ، من الدنمارك ، إلى أن المشروع كان يحرم طاحنتي مياه فلسطينيين من المياه ، ويجفف الأراضي الزراعية الفلسطينية ، ويمثل فائدة عسكرية كبيرة لإسرائيل ضد سوريا. الولايات المتحدة قطعت مساعداتها لإسرائيل. كان الرد الإسرائيلي هو زيادة العمل. قرار مجلس الأمن الدولي رقم 100  «يُعتبر من المرغوب فيه» لإسرائيل أن تعلق العمل الذي بدأ في 2 سبتمبر «انتظارًا لفحص عاجل للمسألة من قبل المجلس». تراجعت إسرائيل أخيرًا عن طريق إخراج المدخول من المنطقة المجردة من السلاح ، وعلى مدى السنوات الثلاث التالية ، حافظت الولايات المتحدة على عقوباتها الاقتصادية بالتهديد بإنهاء المساعدات التي كانت تقدمها إدارة العمليات الخارجية إلى إسرائيل والإصرار على ربط المساعدة بسلوك إسرائيل. رفض مجلس الأمن في النهاية المزاعم السورية بأن العمل كان انتهاكًا لاتفاقيات الهدنة واستوفت أعمال الصرف واكتمل العمل في عام 1957. وأدى ذلك إلى قصف من سوريا وخلاف مع إدارة أيزنهاور. تم نقل التحويل إلى الجنوب الغربي إلى أشيد كنروت في مشروع ناقل المياه الوطني الإسرائيلي ، الذي صممه تاهال وشيدته ميكوروت.
مخطط مياه وادي الأردن الموحد
المقال الرئيسي: مخطط مياه وادي الأردن الموحد
1955 السفير الأمريكي إريك جونستون تفاوض على خطة المياه الموحدة لغور الأردن. كانت الخطة تهدف إلى التنمية الموحدة لموارد المياه في وادي الأردن بناءً على خطة سابقة بتكليف من وكالة الأمم المتحدة لإغاثة وتشغيل لاجئي فلسطين في الشرق الأدنى (الأونروا). على غرار خطة التنمية لسلطة وادي تينيسي ، تمت الموافقة عليها من قبل اللجان الفنية للمياه من جميع البلدان المشاطئة الإقليمية - إسرائيل والأردن ولبنان وسوريا. تم رفض الخطة رسميًا من قبل اللجنة العربية العليا ، لكن ناصر ، الرئيس المصري ، أكد للأمريكيين أن العرب لن يتجاوزوا حصص المياه المنصوص عليها في خطة جونستون. وتعهد الأردن بالالتزام بمخصصاته بموجب الخطة. لم تصدق إسرائيل على الخطة في البداية ، ولكن بعد أن ربطت الولايات المتحدة خطة جونستون بالمساعدة ، وافقت أيضًا على قبول بنود التخصيص.
شكلت قناة الغور الشرقي جزءًا من مشروع أكبر - مشروع اليرموك الكبير - والذي وضع تصورًا لسدّين للتخزين على نهر اليرموك ، وقناة الغور الغربية في الضفة الغربية لنهر الأردن. لم يتم بناء هذه المشاريع أبدًا ، بسبب احتلال إسرائيل للضفة الغربية لنهر الأردن خلال حرب الأيام الستة. بعد حرب الأيام الستة ، عملت منظمة التحرير الفلسطينية من قواعد داخل الأردن ، وشنت عدة هجمات على المستوطنات الإسرائيلية في وادي الأردن ، بما في ذلك هجمات على مرافق المياه. وردت إسرائيل بغارات في الأردن ، في محاولة لإجبار العاهل الأردني الملك حسين على كبح جماح منظمة التحرير الفلسطينية. كانت القناة هدفًا لما لا يقل عن 4 من هذه المداهمات ، وتم إخمادها فعليًا. تدخلت الولايات المتحدة لحل النزاع ، وتم إصلاح القناة بعد أن تعهد حسين بوقف نشاط منظمة التحرير الفلسطينية في المنطقة.
خطة تحويل منابع المياه
المقال الرئيسي: خطة تحويل منابع المياه (نهر الأردن)
عقدت القمة الأولى لرؤساء الدول العربية في القاهرة في الفترة من 13 إلى 17 يناير 1964، بدعوة من الرئيس المصري ناصر ، لمناقشة السياسة المشتركة لمواجهة مشروع الناقل الوطني الإسرائيلي للمياه الذي كان على وشك الانتهاء. وصوت مؤتمر القمة الثاني للجامعة العربية على خطة كان من شأنها الالتفاف عليها واحباطها. اختارت الدول العربية وشمال إفريقيا تحويل منابع الأردن بدلاً من استخدام التدخل العسكري المباشر. نظر رؤساء دول جامعة الدول العربية في خيارين:
تحويل الحاصباني إلى الليطاني مع تحويل البانياس إلى اليرموك ،
تحويل كل من الحاصباني والبانياس إلى اليرموك.
كانت خطة الجامعة العربية المختارة لتحويل مياه الحاصباني وبانياس إلى المخيبة وتخزينها. كان المخطط مجديًا بشكل هامشي فقط ، وكان صعبًا من الناحية الفنية ومكلفًا. وقد تم الاستشهاد بالاعتبارات السياسية العربية لتبرير مخطط التحويل. في يناير 1964 انعقدت قمة جامعة الدول العربية بالقاهرة وقررت:
إن قيام إسرائيل هو التهديد الأساسي الذي وافقت الأمة العربية برمتها على إحباطه. وبما أن وجود إسرائيل خطر يهدد الأمة العربية ، فإن تحويل مياه الأردن بها يضاعف الأخطار على الوجود العربي. وعليه ، على الدول العربية أن تعد الخطط اللازمة للتعامل مع الجوانب السياسية والاقتصادية والاجتماعية ، بحيث إذا لم تتحقق النتائج اللازمة ، فإن الاستعدادات العسكرية العربية الجماعية ، عندما لا تكتمل ، ستشكل الوسيلة العملية النهائية للحرب. التصفية النهائية لإسرائيل.
بعد مؤتمر القمة العربية الثاني في القاهرة في كانون الثاني (يناير) 1964 (بدعم من جميع الدول الأعضاء الثلاثة عشر في جامعة الدول العربية)، بدأت سوريا في مشروع مشترك مع لبنان والأردن في تطوير الموارد المائية في بانياس من أجل قناة على طول منحدرات نهر النيل. الجولان باتجاه نهر اليرموك. بينما كان على لبنان إنشاء قناة من نهر الحاصباني إلى بانياس وإكمال المخطط. كان المشروع لتحويل 20 إلى 30 مليون متر مكعب من المياه من روافد نهر الأردن إلى سوريا والأردن لتنمية سوريا والأردن. بدأ البناء السوري من بانياس إلى قناة اليرموك في عام 1965. وبمجرد الانتهاء ، كان تحويل مجرى التدفق قد نقل المياه إلى سد في المخيبة لتستخدمها الأردن وسوريا قبل دخول مياه نهر بانياس إلى إسرائيل وبحر الجليل. كما فتح لبنان قناة لتحويل مياه نهر الحاصباني الذي ينبع من لبنان إلى بانياس. كان من الممكن أن يكون لأعمال تحويل الحاصباني وبانياس تأثير في تقليل قدرة الناقل الإسرائيلي بحوالي 35٪ وإمدادات المياه الإجمالية لإسرائيل بنحو 11٪. وأعلنت إسرائيل أنها ستعتبر هذا التحويل بمثابة انتهاك لحقوقها السيادية. تم تمويل المشروع من خلال مساهمات من المملكة العربية السعودية ومصر. وقد أدى ذلك إلى تدخل عسكري من إسرائيل ، أولاً بنيران الدبابات والمدفعية ثم بعد ذلك ، حيث قام السوريون بتحويل الأعمال جنوبًا ، بضربات جوية.